# هارتسویل (پنسیلوانیا)
هارتسویل (به انگلیسی: Hartsville) یک منطقهٔ مسکونی در ایالات متحده آمریکا است که در شهرستان باکس، پنسیلوانیا واقع شده‌است. هارتسویل ۷۶ متر بالاتر از سطح دریا واقع شده‌است.